# Yoshitaka Aoki
Yoshitaka Aoki (japanisch 青木 義孝 Aoki Yoshitaka; * 2. September 1998 in Hachiōji, Präfektur Tokio) ist ein japanischer Fußballspieler.

## Karriere
Yoshitaka Aoki erlernte das Fußballspielen in der Jugend des FC Machida Zelvia sowie in der Universitätsmannschaft der Takushoku-Universität. Seinen ersten Vertrag unterschrieb er bei seinem Jugendverein FC Machida Zelvia. Der Verein aus Machida spielte in der zweiten japanischen Liga, der J2 League. Im Februar 2022 wechselte er auf Leihbasis zum Viertligisten ReinMeer Aomori FC. Für den Verein aus Aomori bestritt er 56 Ligaspiele. Hierbei schoss er sieben Treffer. Nach der Ausleihe kehrte er Anfang 2023 wieder nach Machida zurück. Ende Juli 2024 lieh ihn der Zweitligist V-Varen Nagasaki aus Nagasaki aus. Hier kam er in der Rückrunde 2024 auf zehn Zweitligaspiele. Nach Vertragsende in Machida unterschrieb er im Februar 2025 einen Vertrag beim Zweitligaabsteiger Kagoshima United FC.